# Kabar
Kabar (Moschus) je jediný rod monotypické čeledě kabarovití, je řazen mezi přežvýkavce.

## Rozšíření
Rod je rozšířen na poměrně rozsáhlé oblasti v západní, střední a severovýchodní Asii. Na západě počínaje od Pákistánu, Afghánistánu a Kazachstánu přes jižní Sibiř, Mongolsko, Vnitřní Mongolsko v Číně, Tibet, Nepál, Bhútán, dále přes sever Indie a Myanmaru až do severních horských oblastí Vietnamu. Na severovýchodě žije na Korejském poloostrově a na ostrově Sachalin. Vyskytuje se však řídce, většinou na jednom území se nenachází současně více druhů. Žije velice skrytě, často vychází z úkrytů za soumraku nebo v noci, jeho oblíbeným prostředím jsou jehličnaté, listnaté nebo smíšené lesy, v nezalesněných oblastech husté křoví. Je také rozšířen v málo obydlených a nepřístupných horách, např. na Altaji a na úbočích Himálaje, některé jednotlivce lze nalézt i v nadmořské výšce téměř 4000 m. Vybírá si místa s blízkými skalnatými svahy, na které se uchyluje při napadení predátory. Z vykopávek je patrno, že v oligocénu žil i v Evropě.

## Popis
Jsou to zvířata vzrůstem podobná menším jelenům, váží 9 až 11 kg. Ve srovnání s jelenovitými jsou vývojově starší, nemají parohy a mají žlučník. Spíše než k jelenům jsou stavbou těla podobní ke kančilovitým (Tragulidae). Nepřítomnost ozdoby hlavy, parohů, kompenzují horními špičáky, u samců to jsou kly dlouhé až 10 cm směřující dolů směrem dozadu. Jejich srst mívá odstíny hnědé barvy, od světlé po tmavou, mláďata některých druhů mívají světlé skvrny.
Kabaři jsou dobře uzpůsobení k běhu a skákání. Zadní končetiny mají téměř o třetinu delší než přední a anatomie kostí a svalů jim umožňuje v případě náznaku nebezpečí se dát rychle na útěk. Jsou velmi hbití, rádi unikají na strmé svahy a nerovný terén, kde využívají dobře vyvinuté paspárky. Pohybují se na většinou velkém území, vracejí se však do svých rodišť. Jsou to výhradní býložravci, stravují se obdobně jako jelenovití, žerou trávu, květiny, listy, mladé větvičky i některé mechy a lišejníky. Samci jsou teritoriální, svá území si označují pachem. Kabaři žijí jednotlivě nebo v malých skupinkách.
V období říje vytvářejí drobná stáda s jistou hierarchií, s jinými samci zápasí o dominanci pomoci svých klů. Březost samice trvá pět až šest měsíců, rodí většinou co dva roky po jednom mláděti. Kolouch je poměrně maličký (asi 0,5 kg) a prvý měsíc leží z obav před dravci ukrytý v podstatě bez hnutí. Poblíž matky se zdržuje asi dva roky. Pohlavní dospělost u kabarů přichází ve 2 až 3 létech a mohou se dožít 20 let.

## Taxonomie
Kabar byl v minulosti řazen do čeledě jelenovitých, kde vytvářel podčeleď Moschinae. V současnosti je tento rod vydělen do samostatné čeledě, rozděluje se do 7 druhů.
- Kabar Berezovského (Moschus berezovskii) Flerov, 1929
- Kabar čínský (Moschus fuscus) (Li, 1981)
- Kabar lesní (Moschus chrysogaster) (Hodgson, 1839)
- Kabar pižmový (Moschus moschiferus) (Linnaeus, 1758)
- Moschus anhuiensis Wang, Hu & Yan, 1982
- Moschus cupreus Grubb, 1982
- Moschus leucogaster Hodgson, 1839 [1][4]

## Ohrožení
Zvláštnosti dospělých samců kabarů je břišní žláza vyměšující hnědou, voskovitou, nahořklou, pronikavě štiplavou látku pižmo, kterou si značkují v období říje své území. Pižmo ze žlázy se nejdříve vylučuje do váčku, ten obsahuje asi 25 gramů, z kterého je roztíráno po okolí. Pižmo je ceněno jako surovina pro výrobu kvalitních parfémů (stabilizuje vůni) a již od konce prvého tisíciletí je v arabských zemích považováno za afrodisiakum a v tradiční čínské medicíně za lék na krevní oběh, srdce a plíce. Jejich tradičními ohrožovateli jsou vlk, rys, liška, levhart, medvěd a v poslední době hlavně člověk se střelnou zbraní.
Přes deklarovanou ochranu poskytovanou kabarům vládami většiny států kde se vyskytují, poklesly jeho stavy za posledních 20 let asi o 50 %. Lze jen stěží zajistit ochranu zvířatům žijícím na odlehlých místech v chudých oblastech, kde je maso i získané pižmo vítaným přilepšením místních obyvatel a cena za 1 kg pižma dosahuje až 45 000 $. V Rusku a Číně se kabaři úspěšně chovají na farmách a prosazuje se trend používat v kosmetice syntetických náhražek.
Až na kabara pižmového řazeného IUCN mezi zranitelné druhy (VU) jsou všechny ostatní druhy zařazeny mezi ohrožené druhy (EN).